# Muzammil Hussain
Muzammil Hussain (ur. 6 września 1993 w Rawalpindi) – pakistański piłkarz występujący na pozycji bramkarza w pakistańskim klubie WAPDA. W latach 2013–2015 reprezentant Pakistanu.

## Kariera reprezentacyjna
W 2013 roku otrzymał powołanie do reprezentacji Pakistanu. Zadebiutował 20 sierpnia 2013 w meczu towarzyskim przeciwko reprezentacji Afganistanu (3:0).

## Statystyki
| Reprezentacja | Rok     | Mecze | Bramki |
| ------------- | ------- | ----- | ------ |
| Pakistan      |         |       |        |
| 2013          | 1       | 0     |        |
| 2014          | 1       | 0     |        |
| 2015          | 3       | 0     |        |
| Ogólnie       | Ogólnie | 5     | 0      |

| Mecze i gole w reprezentacji | Mecze i gole w reprezentacji | Mecze i gole w reprezentacji | Mecze i gole w reprezentacji | Mecze i gole w reprezentacji | Mecze i gole w reprezentacji | Mecze i gole w reprezentacji | Mecze i gole w reprezentacji |
| Lp.                          | Data                         | Miejsce                      | Gospodarz                    | Gość                         | Wynik                        | Gol                          | Rozgrywki                    |
| ---------------------------- | ---------------------------- | ---------------------------- | ---------------------------- | ---------------------------- | ---------------------------- | ---------------------------- | ---------------------------- |
| 1.                           | 20.08.2013                   | Kabul                        | Afganistan                   | Pakistan                     | 3:0                          |                              | Mecz towarzyski              |
| 2.                           | 12.10.2014                   | Lahaur                       | Pakistan                     | Palestyna                    | 0:2                          |                              | Mecz towarzyski              |
| 3.                           | 06.02.2015                   | Lahaur                       | Pakistan                     | Afganistan                   | 2:1                          |                              | Mecz towarzyski              |
| 4.                           | 12.03.2015                   | Doha                         | Jemen                        | Pakistan                     | 3:1                          |                              | el. MŚ 2018                  |
| 5.                           | 23.03.2015                   | Madinat Isa                  | Pakistan                     | Jemen                        | 0:0                          |                              | el. MŚ 2018                  |